# Het Laatste Rijk
Het laatste rijk is een fantasyroman van de Amerikaanse auteur Brandon Sanderson, oorspronkelijk uitgegeven in het Engels onder de titel Mistborn: The Final Empire in 2006. De Nederlandstalige vertaling door Rien van der Kraan verscheen in 2010 bij uitgeverij Luitingh-Sijthoff. Het boek is het eerste deel van de trilogie Mistborn.

## Inhoud
Het verhaal speelt zich af in een dystopische wereld waar de mysterieuze en ogenschijnlijk onverslaanbare Oprichter al duizend jaar heerst over een door as bedekt rijk. Terwijl de maatschappij wordt verdeeld tussen de onderdrukte skaa en de machtige adel, ontwaakt een jonge vrouw genaamd Vin tot haar magische krachten. Onder leiding van de charismatische Kelsier sluit zij zich aan bij een groep die een gewaagde opstand plant om het regime van de Oprichter omver te werpen. Centraal in het verhaal staat het unieke magiesysteem van Allomantie, waarin metalen de sleutel vormen tot bovennatuurlijke krachten.